# Pro Evolution Soccer
e-football Pro Evolution Soccer представља серију фудбалских видео-игара које се сваке године развијају и објављују, почевши од 2001. године. Главни издавач и девелопер серијала је јапанска компанија Конами. Састоји се од осамнаест главних наслова и неколико спин-оф наслова, а доступна је на многим различитим платформама. ПЕС је континуирано постао критички и комерцијални успех.
Серија Pro Evolution Soccer такође је доступна у е-спорту. ПЕС Лига је званично светско првенство које се одржава сваке године од 2010. ПЕС Лига садржи турнир појединаца (1v1) и од 2018. екипни турнир (3v3).
У фудбалским круговима, Pro Evolution Soccer има дугогодишње ривалство са ФИФА-ом. Као и код ФИФА-е, ПЕС омогућава играчима да сами изводе своје јединствене прославе при постизању поготка. Наведена као једна од најпродаванијих франшиза за видео-игре, ПЕС је продат у више од100 милиона примерака.
1. ↑  „A league of their own: six of the best football video games”. The Guardian. Приступљено 19. 10. 2018.
2. ↑  Michael, Elvis. „Konami Celebrates 100 Million Pro Evolution Soccer Sales with New Competition and Game Updates”. PlayStation Lifestyle. Приступљено 18. 5. 2018.